# Ferdinand Schmidt (Politiker, 1918)
Ferdinand Schmidt (* 9. Februar 1918 in Kassel; † 3. Februar 1980 in München) war ein deutscher Arzt und Politiker (SPD).

## Leben und Beruf
Ferdinand Schmidt wurde am 9. Februar 1918 in Kassel geboren. Nach dem Besuch der Volksschule und dem Abitur 1937 an der Oberrealschule nahm er ein Studium der Medizin an den Universitäten in Köln, Bonn und Düsseldorf auf, das er mit dem Staatsexamen und der Promotion zum Dr. med. beendete. Er absolvierte die Assistentenzeit, leistete Reichsarbeitsdienst und nahm als Soldat am Zweiten Weltkrieg teil, zuletzt als Oberarzt der Reserve. Bei Kriegsende geriet er in sowjetische Gefangenschaft, aus der er 1948 entlassen wurde.
Schmidt arbeitete von 1952 bis 1958 als Sozialarzt und wirkte in dieser Zeit als Leiter einer Rheumaberatungsstelle sowie als Rentengutachter. Von 1959 bis 1961 war er als stellvertretender Chefarzt (Facharzt für Lungenkrankheiten) in einem Lungensanatorium in Davos (Schweiz) tätig. Er wechselte 1962 als Arzt in den Dienst des Gesundheitsamtes Krefeld, bestand 1963 das Amtsarztexamen und wurde später zum Medizinaldirektor befördert. Ferdinand Schmidt starb am 3. Februar 1980 in München.

## Politik
Schmidt trat 1956 in die Sozialdemokratische Partei Deutschlands (SPD) ein und war 1956/57 Stadtrat in Daun sowie Kreistagsmitglied des Landkreises Daun. Seit 1964 war er stellvertretender Unterbezirksvorsitzender und Stadtbezirksvorsitzender der SPD in Krefeld.
Schmidt war von 1966 bis zu seiner Mandatsniederlegung am 21. Oktober 1969 Abgeordneter des Nordrhein-Westfälischen Landtages. Bei der Bundestagswahl 1969 wurde er in den Deutschen Bundestag gewählt, dem er bis 1972 angehörte. Im Parlament vertrat er ein Direktmandat des Bundestagswahlkreises Krefeld.

## Ehrungen
- 1972: Verdienstkreuz 1. Klasse der Bundesrepublik Deutschland